# Zabiče
Zabiče so naselje v Občini Ilirska Bistrica. Ne daleč stran je mejni prehod Novokračine.

V Zabičah je veliko gozda ali šume.
To je res lep in zanimiv kraj. Tam se najdejo tudi tisti, ki radi hodijo, saj je v okolici nekaj gričev, poleg tega pa tudi Snežnik, Nanos, Kozlek...
Poleg tega potrebuješ zelo malo časa, da prideš do številnih obal morij.